# Vion (Sarthe)
Vion és un municipi francès situat al departament del Sarthe i a la regió de País del Loira. L'any 2007 tenia 1.339 habitants.

## Demografia

### Població
El 2007 la població de fet de Vion era de 1.339 persones. Hi havia 455 famílies de les quals 60 eren unipersonals (24 homes vivint sols i 36 dones vivint soles), 113 parelles sense fills, 250 parelles amb fills i 32 famílies monoparentals amb fills.
La població ha evolucionat segons el següent gràfic:
Habitants censats

### Habitatges
El 2007 hi havia 489 habitatges, 464 eren l'habitatge principal de la família, 12 eren segones residències i 12 estaven desocupats. 474 eren cases i 12 eren apartaments. Dels 464 habitatges principals, 369 estaven ocupats pels seus propietaris, 90 estaven llogats i ocupats pels llogaters i 5 estaven cedits a títol gratuït; 2 tenien una cambra, 8 en tenien dues, 36 en tenien tres, 117 en tenien quatre i 301 en tenien cinc o més. 366 habitatges disposaven pel capbaix d'una plaça de pàrquing. A 129 habitatges hi havia un automòbil i a 315 n'hi havia dos o més.

### Piràmide de població
La piràmide de població per edats i sexe el 2009 era:
| Homes | Edats   | Dones |
| ----- | ------- | ----- |
| 0     | 95 o +  | 0     |
| 0     | 90 a 94 | 0     |
| 8     | 85 a 89 | 0     |
| 0     | 80 a 84 | 0     |
| 0     | 75 a 79 | 12    |
| 20    | 70 a 74 | 16    |
| 20    | 65 a 69 | 20    |
| 24    | 60 a 64 | 16    |
| 8     | 55 a 59 | 28    |
| 12    | 50 a 54 | 8     |
| 36    | 45 a 49 | 24    |
| 52    | 40 a 44 | 40    |
| 64    | 35 a 39 | 68    |
| 68    | 30 a 34 | 44    |
| 24    | 25 a 29 | 56    |
| 36    | 20 a 24 | 16    |
| 32    | 15 a 19 | 36    |
| 60    | 10 a 14 | 40    |
| 68    | 5 a 9   | 48    |
| 56    | 0 a 4   | 60    |

## Economia
El 2007 la població en edat de treballar era de 879 persones, 735 eren actives i 144 eren inactives. De les 735 persones actives 685 estaven ocupades (364 homes i 321 dones) i 50 estaven aturades (20 homes i 30 dones). De les 144 persones inactives 36 estaven jubilades, 75 estaven estudiant i 33 estaven classificades com a «altres inactius».

### Ingressos
El 2009 a Vion hi havia 496 unitats fiscals que integraven 1.460,5 persones, la mediana anual d'ingressos fiscals per persona era de 17.233 €.

### Activitats econòmiques
Dels 28 establiments que hi havia el 2007, 2 eren d'empreses alimentàries, 2 d'empreses de fabricació d'altres productes industrials, 7 d'empreses de construcció, 4 d'empreses de comerç i reparació d'automòbils, 1 d'una empresa de transport, 5 d'empreses d'hostatgeria i restauració, 1 d'una empresa financera, 1 d'una empresa de serveis, 1 d'una entitat de l'administració pública i 4 d'empreses classificades com a «altres activitats de serveis».
Dels 11 establiments de servei als particulars que hi havia el 2009, 1 era una autoescola, 4 fusteries, 1 electricista, 2 perruqueries i 3 restaurants.
Dels 2 establiments comercials que hi havia el 2009, 1 era una fleca i 1 una carnisseria.
L'any 2000 a Vion hi havia 40 explotacions agrícoles que ocupaven un total de 1.372 hectàrees.

## Equipaments sanitaris i escolars
El 2009 hi havia una escola elemental.

## Poblacions més properes
El següent diagrama mostra les poblacions més properes.